# Strukturierende Rechtslehre
Die Strukturierende Rechtslehre ist eine Teildisziplin der Rechtslinguistik. Sie basiert größtenteils auf dem Werk „Strukturierende Rechtslehre“ von Friedrich Müller.

## Grundlegendes
Die Rechtslinguistik ist eine – dem Namen schon zu entnehmende – hybride Fusion aus Rechtswissenschaften und Linguistik. Sie wird von Ekkehard Felder als „Auseinandersetzung der Polarität von gesetzlicher Norm und richterlichem Urteil“ verstanden. Der Richter ist demnach an die Kodifikation der Rechtsnorm gebunden; entscheidend ist jedoch, für wie bindend er diese Norm befindet. Dort setzt die Strukturierende Rechtslehre an: Sie erhebt den Anspruch, juristische Agitationen rechtsstaatlichen Normen anzupassen, oder anders gesagt, ersteres mit zweitem abzugleichen. Die Sprache des Rechts wird von der Strukturierenden Rechtslehre als natürliche Sprache gesehen, die fachsprachliche Elemente enthält. Der Verständlichkeit von Fachsprachen sind jedoch Grenzen gesetzt, was in der Rechtsprechung oft vergessen wird; die Jurisprudenz entscheidet textimmanent über Recht und Unrecht und erhebt gleichzeitig den Anspruch, wissenschaftlich zu sein. Diesen Umstand empfindet die Strukturierende Rechtslehre als problematisch und versucht ihn mittels linguistischer Arbeit zu verbessern. Sie behandelt also offene Fragen in der Sprach- und Rechtswissenschaft und sieht Sprache als Handlungsprozess, mit dem situationsbedingte Verhaltensregeln einhergehen. Die Strukturierende Rechtslehre untersucht zudem:
- Sprachhandlungen von agierenden Juristen, die Rechtsfälle entscheiden
- Das Ausmaß, in dem Gesetzestexte juristische Entscheidungen vordiktieren
- Die Regelhaftigkeiten und Strukturen der Rechtsarbeit
- Art und Weise der Textarbeit juristischer Akteure, sowie die
- Entstehung juristischer Sachverhalte aus alltagssprachlichen Schilderungen.[1]

## Arbeitsweise
Die Arbeitsweise der strukturierenden Rechtslehre wird unter anderem deswegen als pragmatisch bezeichnet, da sie der abstrakten Theoriebildung das Beobachten reeller Situationen vorzieht. Die strukturierende Rechtslehre arbeitet deskriptiv und generiert prototypische Routinen des Gesetzgebungsverfahrens. Sie ist nicht deduktiv, schließt also nicht von der Theorie auf ein besonderes Phänomen, sondern untersucht empirisch und beobachtet fehlerreiche oder bearbeitungsbedürftige Phänomene und stellt auf dieser Basis Theorien auf. Dabei untersucht sie, welche „Stationen“ zwischen dem Erfassen des Normtextes und der Verkündung des Urteils liegen. Anstatt sich auf abstrakte Konzepte zu berufen, sieht sie die Bedeutung des Normtextes immer nur in seinem situativen Handlungskontext und betont die Textarbeit, die nötig ist, um diesen der Situation entsprechend auszulegen.

## Berührungspunkte mit der Pragmatik
Die Strukturierende Rechtslehre hat mit der Pragmatik außerdem verwandte Theorien und beruft sich auch häufig auf diese. Insbesondere wird die Sprechakttheorie thematisiert. Diese besagt, dass ein Individuum („Sprecher“) immer handelt, wenn er sich der Sprache bedient. Dabei wird unterschieden zwischen illokutionärem Akt und propositionalem Gehalt einer Aussage. Der illokutionäre Akt beschreibt die tatsächliche Absicht des Sprechers beim Senden der Botschaft, während der propositionale Gehalt die verbale Ausformung meint. Hinsichtlich des Satzes „Reichst du mir bitte mal das Salz?“ ist der illokutionäre Akt also direktiven Charakters, während der propositionale Gehalt lediglich interrogativ ist. Die Sprechakttheorie sagt also aus, dass ein Sprecher ausnahmslos handelt, unabhängig davon, ob er dies intentional oder bewusst tut. Ekkehard Felder führt diesen Umstand mit Jeand'Heur wie folgt aus:
„Der praktisch tätige Jurist […] wird zum Sprecher, der, indem er referiert, die Gebrauchsweise der Zeichen nach seinen Motiven prägt. Weder Sprache noch Welt(gegenstände) garantieren von sich aus merkmalssemantisch unmittelbare Referenzrelationen. Es sei nochmals daran erinnert: Nicht ein vorgeblich existenter und kognitiv erkennbarer, anwendungsbereiter Begriff des Sprachzeichens, sondern vielmehr erst der Sprecher/Rechtsanwender referiert auf Merkmale, die er als relevant festsetzt, die er aus ihrem kontingenten Vorliegen in eine die einzelne Entscheidung überdauernde Form transformiert.“ (Jeand'Heur (1989), S. 55)"

## Strukturierende Rechtslehre (Friedrich Müller)
Zusammen mit anderen Linguisten, Juristen und seinen Schülern begründete Friedrich Müller in den sechziger Jahren die Strukturierende Rechtslehre; beteiligt an der Forschungsarbeit waren unter anderem Ralph Christensen, Bernd Jeand’Heur, Dietrich Busse, Michael Sokolowski und Rainer Wimmer. Die Erkenntnisse und Theorien dieser Disziplin manifestieren sich in erster Linie im gleichnamigen Buch und einigen wissenschaftlichen Aufsätzen. Gast fasst das Werk wie folgt zusammen:
- In der Einleitung werden vor allem die Schwierigkeiten bei der Zusammenführung der Rechtswissenschaft und Linguistik dargelegt, da die Jurisprudenz insbesondere in der damaligen Zeit, aber auch heute noch die Rolle der Linguistik bei der Optimierung der Rechtsarbeit unterschätzt
- Der Hauptteil gliedert sich laut Gast in vier verschiedene Einzelstudien, die die

a) Berührungspunkte zwischen praktischer Semantik und Rechtssperchung,

b) Kritik am Gesetzespositivismus

c) eine sprachwissenschaftliche Untersuchung der Bedeutung eines Gesetzestextes und

d) das Verhältnis von Nortmext zu Sachverhalt

untersuchen / behandeln.
Quintessenzen des Buches laut Gast sind unter anderem die Erkenntnis, dass der Gesetzespositivismus die Rechtsprechung als bestimmtes, statisches und allgemeinverständliches System darstellt. Darüber hinaus seien die subjektive wie auch die objektive Auslegungslehre hinfällig. Die subjektive Auslegungslehre versucht, die Intention des Gesetzesautoren zu ergründen; das ist aber nicht möglich, sie muss daher von anderen Auslegungshilfen Gebrauch machen. Die objektive Auslegungslehre versucht sich auf objektive Dogmen zu berufen, was nicht möglich ist, da der Auslegungsprozess per definitionem bereits, wie es der Name sagt, „auslegt“ und keine Allgemeingültigkeit überträgt. Daraus folgt laut Gast (mit Müller), dass die Auslegung auch immer aus einem schöpferischen Part besteht; diesen versucht die Strukturierende Rechtslehre zu bestimmen und als „rechtsstaatliches Verfahren anzulegen“. Zudem betont Müller laut Gast, zwischen alltagssprachlichem Berichten und richterlicher Textauslegung müsse eine interdisziplinäre Untersuchung durch Linguistik, Soziologie, Philosophie und Politologie durchgeführt werden. Außerdem sei es wichtig zu verstehen, dass die Leistungsfähigkeit der Sprache nur so groß sei, wie das Verständnis des Auslegenden, und auch davon abgesehen sei sie begrenzt. Konsequenterweise könne die Sprache keine Gesetze konstituieren, die ihre eigenen sprachimmanenten Möglichkeiten übersteigen.

## Abgrenzung zum Rechtspositivismus
Die vorhergehenden Kapitel reißen schon an, dass die Strukturierende Rechtslehre sich als Gegenpol zur in der Jurisprudenz dominierenden Positivismustheorie versteht. Der Positivismus vertritt folgende Thesen:
Dem Richter seien Normen gegeben, um sie auszulegen. Die Bedeutung ist bereits im Text fixiert; der Richter muss sie nur noch richtig verstehen. Folglich ist die juristische Handlung unanzweifelbar und legitim und die Spracharbeit nicht weiter nötig, da die Relation von Sprache und Welt vorgegeben und eindeutig ist.
Die Strukturierende Rechtslehre antwortet wie folgt auf diese Thesen: Zunächst ist zwischen Norm und Normtext ein signifikanter Unterschied zu erkennen. Felder zieht hier den Vergleich zum Verhältnis Text – Textformular. Ein Text ist, so wie die Norm, nur ein mentales Konzept; seine schriftgewordene Ausformung wird dann Textformular genannt (Normtext). Die Diskrepanz zwischen der ursprünglichen Intention, mit der der Normtext verfasst wurde, und dem mentalen Konzept des Autors, ist auch bei annähernder Vergleichbarkeit immer existent; sie zu leugnen, ist der Strukturierenden Rechtslehre zufolge immer ein grober Fehler, und ebendiesen unterstellt die Strukturierende Rechtslehre dem Positivismus. Rechtsprechung sei also immer die fallbezogene Interpretation eines Individuums.

## Abgrenzung anderer Theorien und Disziplinen
Außerdem ist die Strukturierende Rechtslehre nach Felder noch von anderen Konzepten und Disziplinen, die die Jurisprudenz dominieren, zu unterscheiden. Zum einen ist das das Syllogistische Subsumtionssystem, das Felder wie folgt schematisiert:
- Obersatz: Wenn Voraussetzungen t1, t2, t3… erfüllt werden, gilt die Rechtsfolge R.
- Untersatz: Die Voraussetzungen t1,t2,t3.. werden durch die Sachverhalte s1, s2, s3 verwirklicht.
- Also gilt für den konkreten Sachverhalt s1,s2,s3..die Rechtsfolge R.

Das syllogistische Subsumtionssystem begreift außerdem Sprache als Abbild der Welt und von der Welt losgelöst.
Des Weiteren ist die Strukturierende Rechtslehre vom Dezisionismus abzugrenzen, der die alleinige Entscheidungsgewalt beim Richter und nicht bei der Gesetzgebung und der Spracharbeit sieht. Weitere Theorien, gegen die von Seiten der Strukturierenden Rechtslehre Einwände bestehen, sind die Instrumentalistische Sprachtheorie, das Verständnis von Sprache als Repräsentanten ohne weitere Eigenschaften, die Atomistische Bedeutungsauffassung und die Annahme einer ontologisch-essentialistischen Beschaffenheit der Welt(gegenstände), in diesem Falle also die Annahme, Sprache sei nur ein Werkzeug, das Gedanken kommentarlos und auf direktem Wege abbildet.